# Citizen Weather Observer Program
Das Citizen Weather Observer Program (im Folgenden CWOP genannt) ermöglicht es Nutzern automatischer Wetterstationen, ihre Messwerte drahtlos oder über das Internet an das US-amerikanische „Mesonet“, zu übertragen. Diese Daten werden gesammelt, aufbereitet und sowohl von Institutionen wie der National Oceanic and Atmospheric Administration (NOAA) weiterverarbeitet als auch für jedermann frei zugänglich über das Internet verfügbar gemacht.

## Geschichte
Das CWOP-Netzwerk entstand ursprünglich, als Funkamateure in den USA Ende der 1980er Jahre begannen, das Packet-Radio-Netz auch zum Austausch von Telemetrie- und Wetterdaten zu nutzen. Anfang der 1990er Jahre entwickelte sich dort dann das APRS-Protokoll zum Quasi-Standard, was durch die Vereinheitlichung von Frequenzen und Datenformaten die Vernetzung der Stationen und die Verarbeitung der Daten erleichterte. Später ermöglichte die Verknüpfung von APRS und Internet über den sogenannten APRS Internet Service (ARPS-IS) unter der Bezeichnung APRSWXNET auch die Nutzung durch Teilnehmer, die nicht im Besitz einer Amateurfunklizenz sind.
Inzwischen beteiligen sich weltweit rund 12.400 Teilnehmer (Stand: Oktober 2011) am CWOP. Dabei handelt es sich meist um Funkamateure und andere private Betreiber, aber auch um kommunale und öffentliche Einrichtungen wie z. B. Schulen, Universitäten, Wetterwarten und Flugplätze, die ihre lokalen Wetterdaten zur Verfügung stellen.

## Datenformat
Das Format für die im APRSWXNET übertragenen Daten beruht auf der APRS-Spezifikation, wobei die Werte in direkt lesbarer Form, jedoch im imperialen System, vorliegen. Ein typischer Datensatz besitzt das Format
```
DW1234>APRS,TCPXX*,qAX,CWOP-1:@040822z4924.23N/00843.63E_211/011g014t033r000P000p000h99b10142.PCWS2.93.17E31
```

und beinhaltet:
| Abschnitt                | enthaltene Daten                                                                    |
| ------------------------ | ----------------------------------------------------------------------------------- |
| DW1234                   | CWOP-Kennung oder Amateurfunkrufzeichen der Wetterstation                           |
| APRS,TCPXX*,qAX,CWOP-1:@ | APRS-spezifische Angaben zu Datenpfad (hier: APRS via TCP/IP) und -darstellung      |
| 040822z                  | Zeitstempel der Messung (Format: HHMMSS, bezogen auf Zulu-Zeit)                     |
| 4924.23N/00843.63E       | Standort der Wetterstation (WGS-84-Koordinaten)                                     |
| _211/011                 | Windrichtung in Grad und Windgeschwindigkeit (in mph)                               |
| g014                     | Windgeschwindigkeit in Böen (in mph)                                                |
| t033                     | Lufttemperatur in °Fahrenheit                                                       |
| r000                     | Niederschlagsmenge in der letzten Stunde (in 1/100 Zoll)                            |
| P000                     | Niederschlagsmenge seit Mitternacht (in 1/100 Zoll)                                 |
| p000                     | Niederschlagsmenge in den letzten 24 Stunden (in 1/100 Zoll)                        |
| h99                      | relative Luftfeuchtigkeit (in Prozent)                                              |
| b10142                   | Luftdruck (in 1/10 Hektopascal)                                                     |
| .PCWS2.93.17E31          | Angaben zur eingesetzten Technik und/oder Software (hier: "PC Wetterstation v2.93") |

## Aktualität und Genauigkeit
Die Messwerte werden von den einzelnen Stationen in Echtzeit übertragen, wobei die Häufigkeit der Messung jedoch nicht verbindlich vorgegeben ist und von Einflüssen wie z. B. der Minimierung des Energieverbrauches bei autonomen Stationen abhängt. Hinzu kommen Verzögerungen durch das Routing und die Übertragung innerhalb des APRS-Netzes.
Die Genauigkeit der Daten unterliegt Einschränkungen. Einerseits limitiert das verwendete und ursprünglich für die einfache Übertragung per Funk entwickelte Datenformat die Auflösung: Temperaturen können beispielsweise nur auf 1 °F entsprechend 5/9°C genau übermittelt werden. Des Weiteren ergeben sich zwangsläufig Abweichungen dadurch, dass ein großer Teil der (meist privat betriebenen) Stationen in Hinblick auf den Aufstellungsort der Sensoren sowie ihrer Toleranzen und Kalibrierung keinem einheitlichen Standard folgt. Die Messwerte eignen sich daher wie bei allen derartigen offenen Netzwerken eher zur Beobachtung von Situationen und Trends als zur Gewinnung absoluter Aussagen beziehungsweise erfordern zur Qualitätssicherung eine weitere Datenaufbereitung.